# Korálovec ježatý

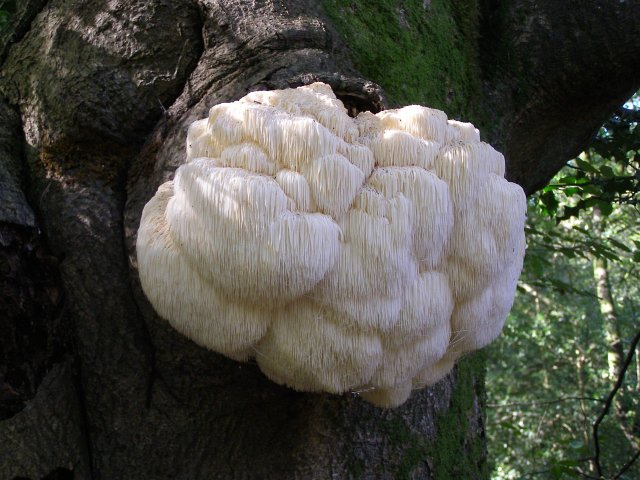
Korálovec ježatý

Korálovec ježatý (Hericium erinaceus (Bull.) Pers. 1797) je vzácná ježatá houba rostoucí na podzim na dřevu listnáčů, především buků a dubů. V České republice je navržena k zákonné ochraně.

## Synonyma
- Dryodon erinaceus (Bull.) Quél.[2][3]
- Dryodon erinaceus (Bull.) P. Karst. 1882[4]
- Hydnum caput-medusae Bull. 1780[4][2]
- Hydnum erinaceum Bull.[2][3]
- Hydnum erinaceus Bull. 1781[4]

česká jména
- lošák ježatý[3]
- lošák ježkovitý[2][3]

## Vzhled

### Makroskopický
Plodnice je kompaktního habitu, v obrysu nepravidelně kulovitá až vejčitá. Dosahuje 100–300 milimetrů v průměru, zbarvena je bíle až krémově, ve stáří žlutohnědě. Povrch plodnice shora pokrývají šupinovité nepravidelné sterilní ostny. K substrátu plodnice přirůstá zúženým bokem.
Hymenofor je vyvinutý na spodní a přední straně v podobě dolů směřujících hustě uspořádaných ostnů, které dosahují 20–50 milimetrů délky.
Dužnina má bělavé zbarvení, v masité části plodnice je dutinkatá, slabě vláknitá, tuhá, s ovocnou vůní a chutí.

### Mikroskopický
Výtrusy dosahují 5-7 × 4-6 μm, jsou široce elipsovité, hladké až jemně bradavčité, amyloidní. Trama je monomitická, generativní hyfy záhy tlustostěnné, inflátní, přezkaté, amyloidní. Gloeocystidy jsou přítomny. Výtrusný prach je bílý.

## Výskyt
Korálovec ježatý roste vzácně až velmi vzácně na dřevu buků, v teplých oblastech i dubů, jen zřídka jiných listnáčů (Cejp uvádí sběr z javoru, Socha a Jegorov zmiňují habr, jasan, jabloň a ořešák, Hagara také břízu, topol, jeřáb a platan, Dvořák a Hrouda dále akát). Objevuje se na živých i mrtvých kmenech (až do výšky několika metrů), případně pařezech. Pilát ho řadí k vzácným druhům kyselých doubrav a oligotrofních habrových doubrav. Vyskytuje se v přirozených lesích a parcích, zejména v pahorkatině, v horském stupni vzácně. Je považován za saprotrofní druh, podle některých autorů může zprvu žít poloparaziticky. Fruktifikuje od srpna do listopadu.

## Rozšíření
Roste v Evropě a Asii. V Evropě se vyskytuje v následujících zemích: Arménie, Belgie, Bulharsko, Česko, Dánsko, Francie, Itálie, Německo, Nizozemsko, Polsko, Rakousko, Řecko, Severní Makedonie, Slovensko, Srbsko, Švédsko, Švýcarsko, Spojené království.
První nález z území současné České republiky byl publikovaný v roce 1927, kdy časopis Vesmír zveřejnil fotografií doložený nález profesora E. Güttlera. Velenovský jej v Českých houbách (1920-1922) ještě neuvádí. Byly publikovány nálezy mimo jiné z oblasti následujících chráněných území České republiky:
- Brdy[2]
- Břehyně – Pecopala[15] (okres Česká Lípa)
- České Švýcarsko[16] (okres Děčín)
- Český kras (Praha a Středočeský kraj)
  - Karlštejn[3] (okres Beroun)
  - Krásná stráň[17] (okres Praha-západ)
- Kaluža[18] (okres Opava)
- Košíře-Motol[10] (Praha)
- Křivoklátsko
  - Kohoutov[15] (okres Rokycany)
  - Velká Pleš[19] (okres Rakovník)
- Podyjí[20] (Jihomoravský kraj)
- Poodří[21] (Moravskoslezský kraj)
- Radotínsko – Chuchelský háj[19] (Praha)
- Rendez-vous[22] (okres Břeclav)
- Suchá Dora[23] (okres Nový Jičín)

## Záměna
Z hub rostoucích na dřevu, které mají ostnitý nebo jemu podobný hymenofor, hrozí záměna s následujícími druhy:
- ježatec různozubý (Hericium cirrhatum) – kloboukovité plodnice (zřetelně odlišená spodní a svrchní strana)
- korálovec bukový (Hericium coralloides) – korálovitě větvené plodnice, výrazně menší výtrusy
- korálovec jedlový (Hericium alpestre) – korálovitě větvené plodnice, obvykle na dřevu jehličnanů
- plstnatec tlustoostný (Sarcodontia pachyodon) – kloboukovité nebo rozlité plodnice s plochými ostny (roztrhané rourky)
- šindelovník severský (Climacodon septentrionalis) – kloboukovité (deskovité) plodnice s krátkými ostny

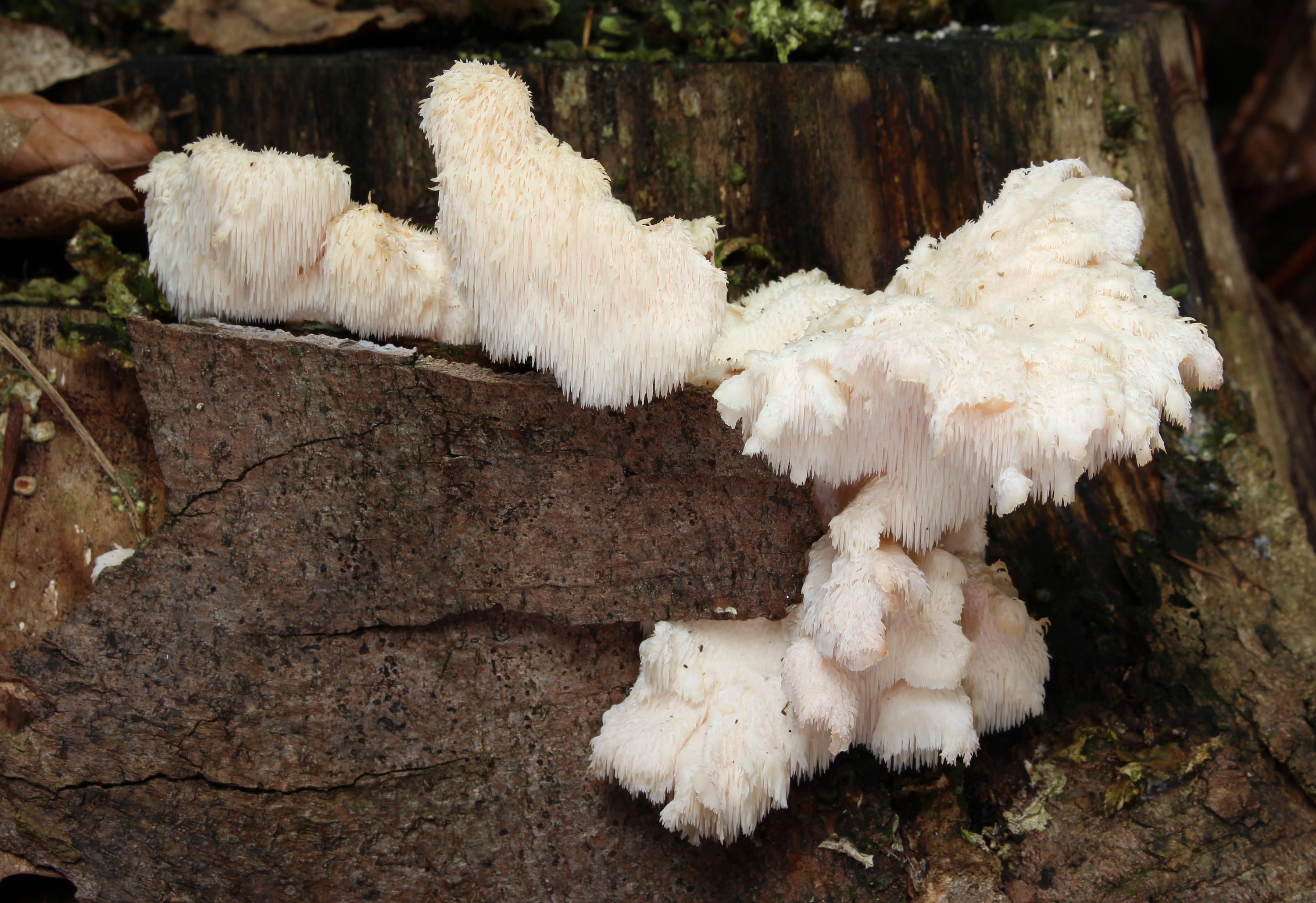
ježatec různozubý
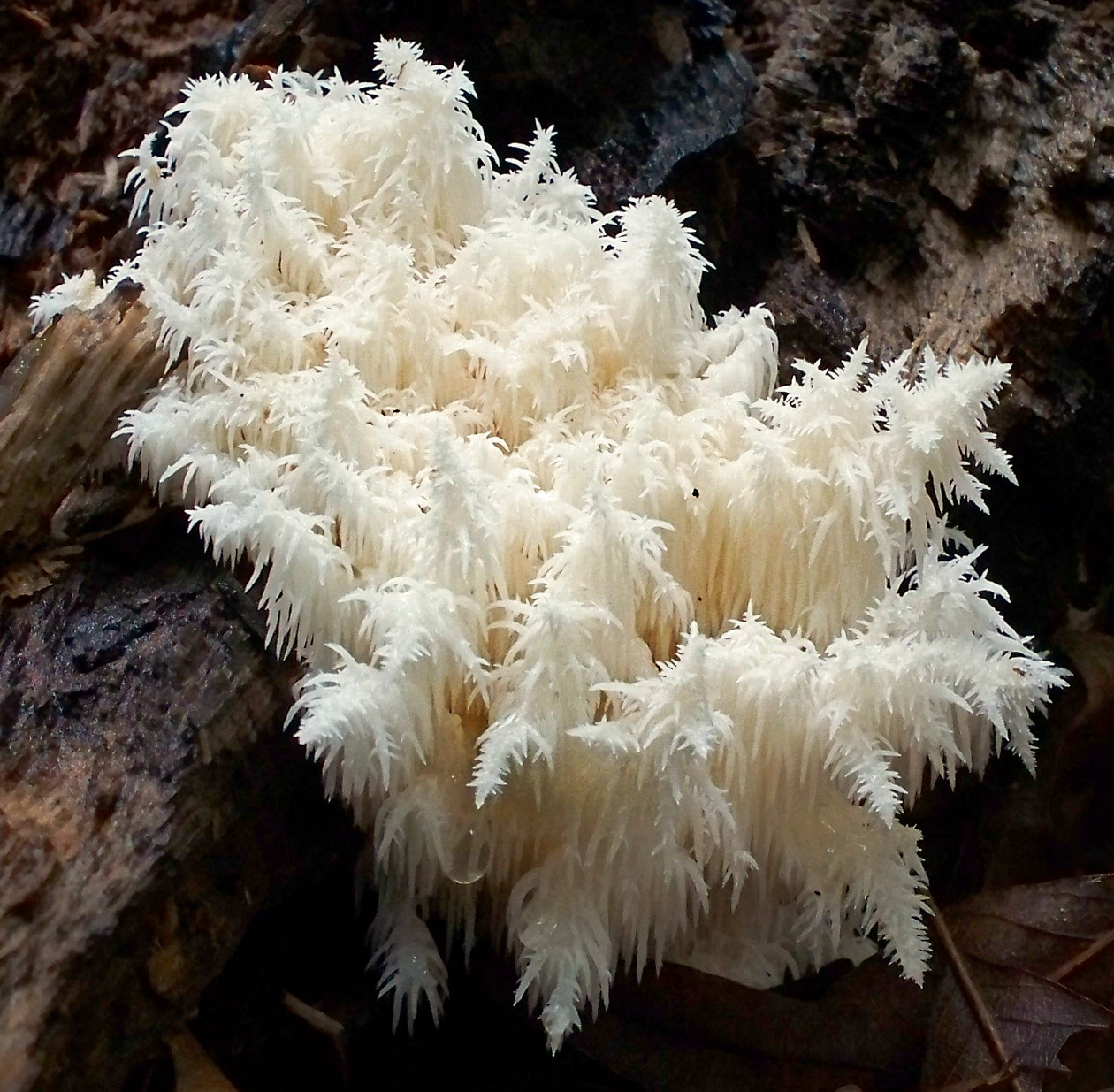
korálovec bukový
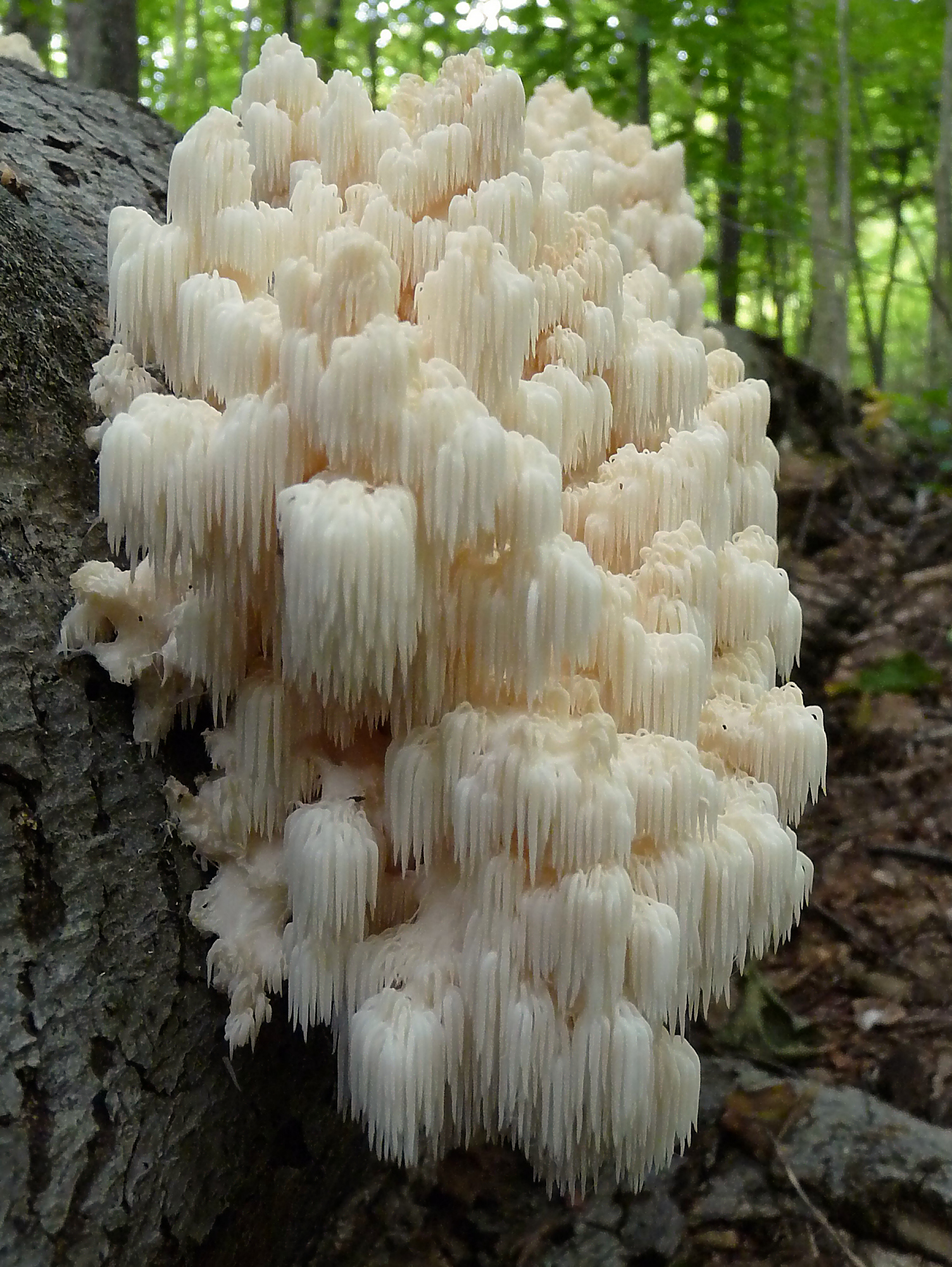
korálovec jedlový
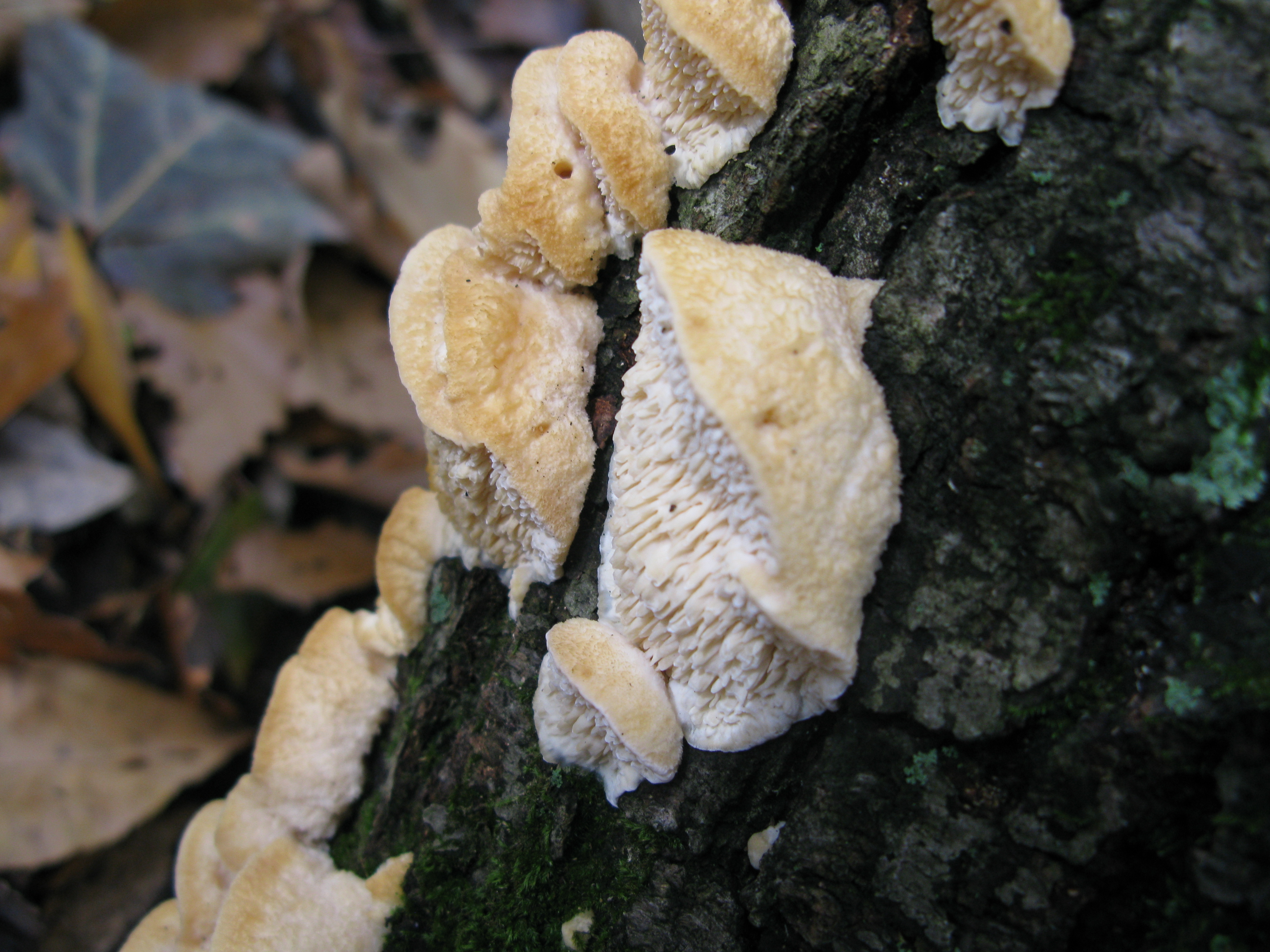
plstnatec tlustoostný
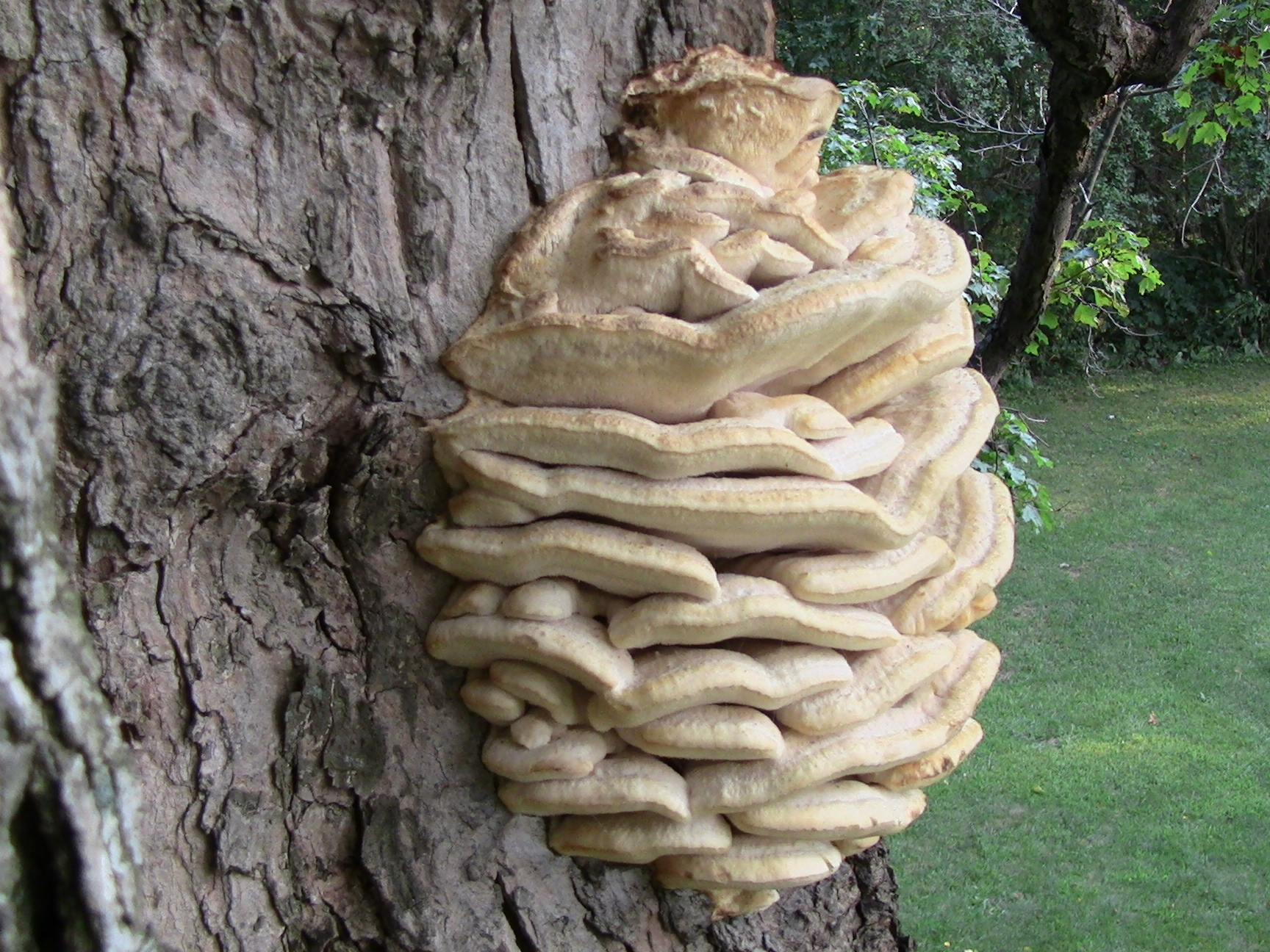
šindelovník severský

## Ochrana
Korálovec ježatý je uveden v Červeném seznamu hub (makromycetů) České republiky jako zranitelný druh (VU). Jako silně ohrožený druh byl navržen k zákonné ochraně v rámci vyhlášky o zvláště chráněných druzích organismů. Figuruje v kandidátní listině evropského červeného seznamu a mezi 33 druhy doporučenými k mezinárodní ochraně v rámci Bernské konvence. V Evropě je ohrožený intenzivním lesním hospodařením, kácením starých buků a dubů a to i na synantropních stanovištích z bezpečnostních důvodů. Vzácný výskyt je důsledkem absence starých vzrostlých listnatých lesů.